# Víctor Bastos
António Víctor de Figueiredo Bastos (25. januar 1832 i Lissabon – 1894) var en portugisisk billedhugger og maler.
Han blev uddannet på det derværende akademi og blev i 1860 professor i billedhuggerkunst. Det var særlig forskellige gode kultegninger, der var med til at gøre ham berømt i hans samtid. 
I 1861 foretog han en længere studierejse for staten til Frankrig, England, Italien og Spanien og fandt ved sin hjemkomst rig beskæftigelse som billedhugger. Han har således udført en del større, monumentale værker, som bronzestatuen af Camoens, omgivet af otte allegoriske figurer (Lissabon 1867), statue i marmor af Dom Pedro V for Castelho de Vide, bronzestatuen af Magalhães (i Lissabon 1873), seks store marmorstatuer til Triumfbuen på handelspladsen i Lissabon samt en statue af General das Antas m.m.